# Qantassaurus intrepidus
Qantassaurus intrepidus es la única especie conocida del género extinto Qantassaurus ("Reptil de QANTAS") de dinosaurio ornitópodo euornitópodo, que vivió a mediados del período Cretácico, hace aproximadamente 115 millones de años, en el Aptiense, en lo que hoy es Australia. Del tamaño de un canguro gris, tenía grandes cuencas oculares, que le ayudarían a ver durante la noche polar, ya que en esa época, el continente se encontraba al sur del círculo antártico. Fue descubierto por Patricia Vickers-Rich y su marido Tom Rich cerca de Inverloch en 1996, y nombrado por QANTAS, la línea aérea australiana.

## Descripción
Qantassaurus era un herbívoro bípedo de 1,8 metros de largo y uno de alto. It Tenía cortos muslos y largas piernas, lo que lo hacía ser un rápido corredor. Sus pies de cuatro dedos terminaban en garras que formaban un casco que le ayudaban a la tracción, y una larga cola que le ayudaba en los giros. Una caractéristica de los euornitópodos "polares victorianos" es una espina, o trocanter, en la superficie superior del fémur, donde un músculo se insertaba.
Según lo dicho por Patricia Vickers-Rich Las mandíbulas son únicas debido a que son cortas y robustas, mientras que las mandíbulas de otros géneros de son largas y estrechas. Sólo tenía 12 dientes en su mandíbula inferior, mientras que la mayoría de los ornitópodos basales tenía 14, por lo que su cara era probablemente corta y rechoncha. Los dientes folifórmes que crecián por detrás de su pico, en las mejillas, cuando se caían eran reemplazados por el crecimiento otros nuevos. Los dientes tenían ocho crestas verticales distintivas en el lado exterior con una sola cresta primaria más grande en el centro.

Tamaño de Qantassaurus (en verde) en comparación con otros ornitisquios australianos.

Qantassaurus vivió 115 hace millones de años en Australia, durante finales Aptiano al principios del Albiano en el Cretácico temprano. En ese momento, Australia era parte del supercontinente de Gondwana, y en parte dentro del Círculo Antártico, aunque la importancia de las condiciones polares durante el Cretácico cálido fue muy diferente de las condiciones en esta región hoy. La temperatura promedio de la región es controvertida, con estimaciones que oscilan entre -6 y más de 5 °C. Es probable que las condiciones sean más frías durante las noches polares, que duraron hasta tres meses.
Una interpretación del material fósil es que los pequeños ornitópodos tenían adaptaciones para sobrevivir en condiciones más frías. El crecimiento óseo de los supuestos taxones relacionados muestra que estuvieron activos todo el año, por lo que no hibernaron durante el invierno. La estructura de estos huesos también sugiere sangre caliente, lo que ayudaría a mantener el calor corporal. Qantassaurus probablemente era un buscador , que agarraba helechos y otra vegetación con sus manos y huía de los depredadores como una gacela moderna.

## Descubrimiento e investigación

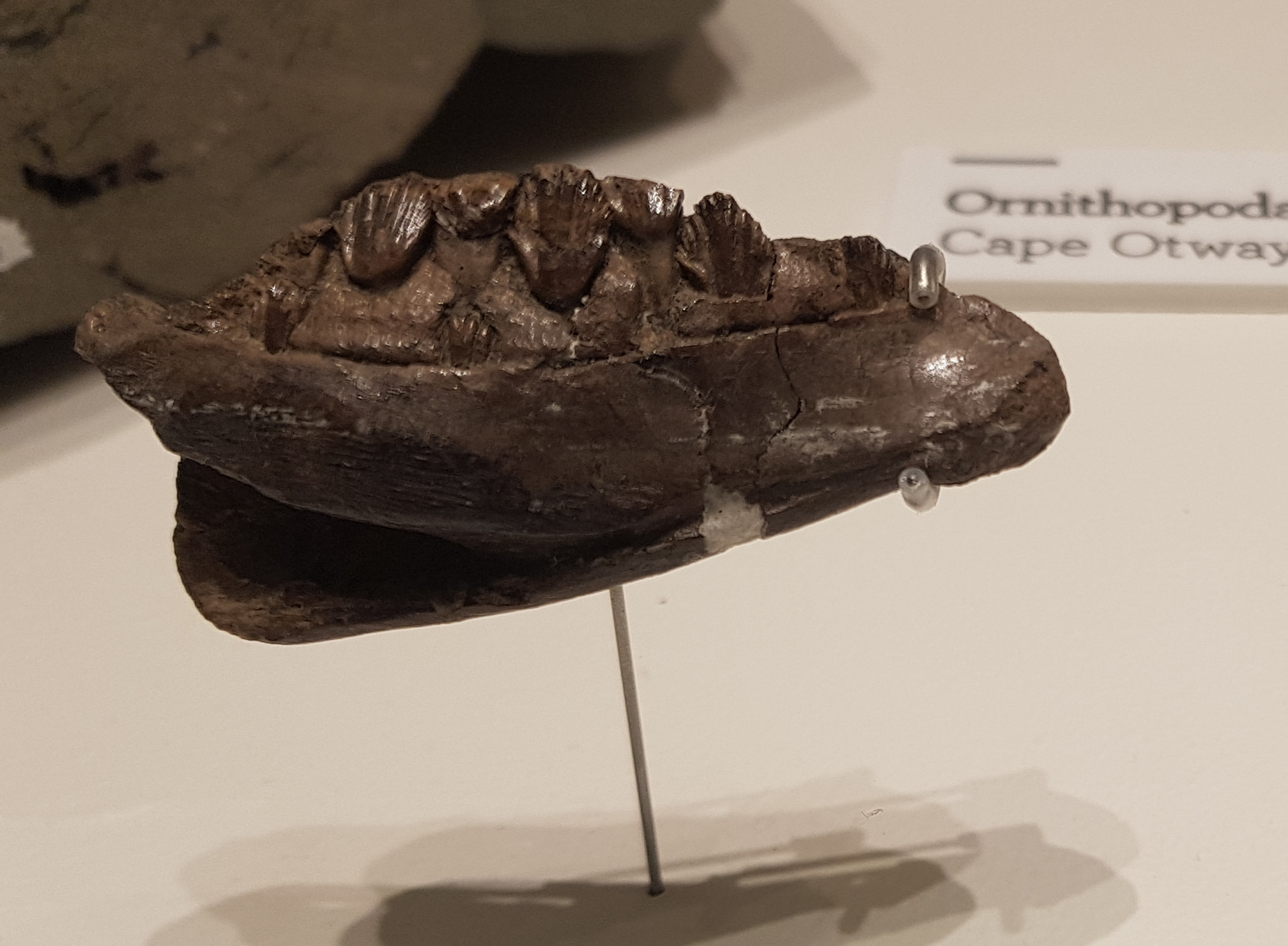
NMV P199075, la mandíbula holotipo de Qantassaurus intrepidus, en el Museo de Melbourne.

El holotipo de Qantassaurus fue descubierto el 27 de febrero de 1996, durante la tercera temporada anual de campo del proyecto Dinosaur Dreaming, una excavación dirigida conjuntamente por la Universidad de Monash y el Museo Nacional de Victoria. La excavación ocurrió en la playa del Parque Marino Bunurong en el sitio intermareal conocido como Flat Rocks, cerca de Inverloch, en el sureste de Victoria, Australia. Los afloramientos rocosos de este sitio son parte de la Formación Wonthaggi del Grupo Strzelecki, que durante la etapa Aptiana se depositaron en llanuras aluviales con canales fluviales trenzados. El holotipo, el espécimen, NMV P199075, un dentario izquierdo único de cincuenta y seis milímetros de largo de la mandíbula inferior, que contiene diez dientes, tres no erupcionados, fue encontrado por la Sra. Nicole Evered, una participante desde hace mucho tiempo en la excavación. Otras dos mandíbulas, los especímenes NMV P198962, un dentario izquierdo, y NMV P199087, un dentario derecho, encontrados en el mismo sitio el mismo año también han sido tentativamente asociados o referidos a la especie.
Fue nombrado Qantassaurus intrepidus por Patricia Vickers-Rich y Tom Rich en 1999, en honor a los Servicios Aéreos de Queensland y el Territorio del Norte, que enviaron fósiles por todo el país como parte de la Gran Exhibición de Dinosaurios Rusos entre 1993 y 1996, y patrocinó expediciones a América del Sur y Europa del Este. QANTAS es un acrónimo , por lo que una u no sigue a la q en Qantassaurus . El nombre específico significa "intrépido" en latín, en referencia a los desafíos climáticos que tuvo que enfrentar el pequeño dinosaurio.

## Clasificación
Qantassaurus es un ornitópodo basal que fue asignado originalmente a Hypsilophodontidae en 1999. Hoy en día este se entiende que es un grupo no natural, es decir parafilético, y Qantassaurus fue recuperado recientemente como un iguanodontoniano basal por Boyd en 2015, y más específicamente como miembro del clado iguanodontoniano Elasmaria por Rozadilla et al. en 2016 y Madzia et al. en 2017.
En este sentido, es una de las cuatro especies de ornitisquios que alguna vez se consideraron hipsilofodóntidos del sureste de Australia, junto con Leaellynasaura amicagraphica, Atlascopcosaurus loadsi y Fulgurotherium australe. Los cuatro taxones se conocen principalmente a partir de huesos y dientes aislados; sin embargo, los huesos del muslo de F. australe son muy diversos y pueden pertenecer a tres géneros separados.

## Paleoecología

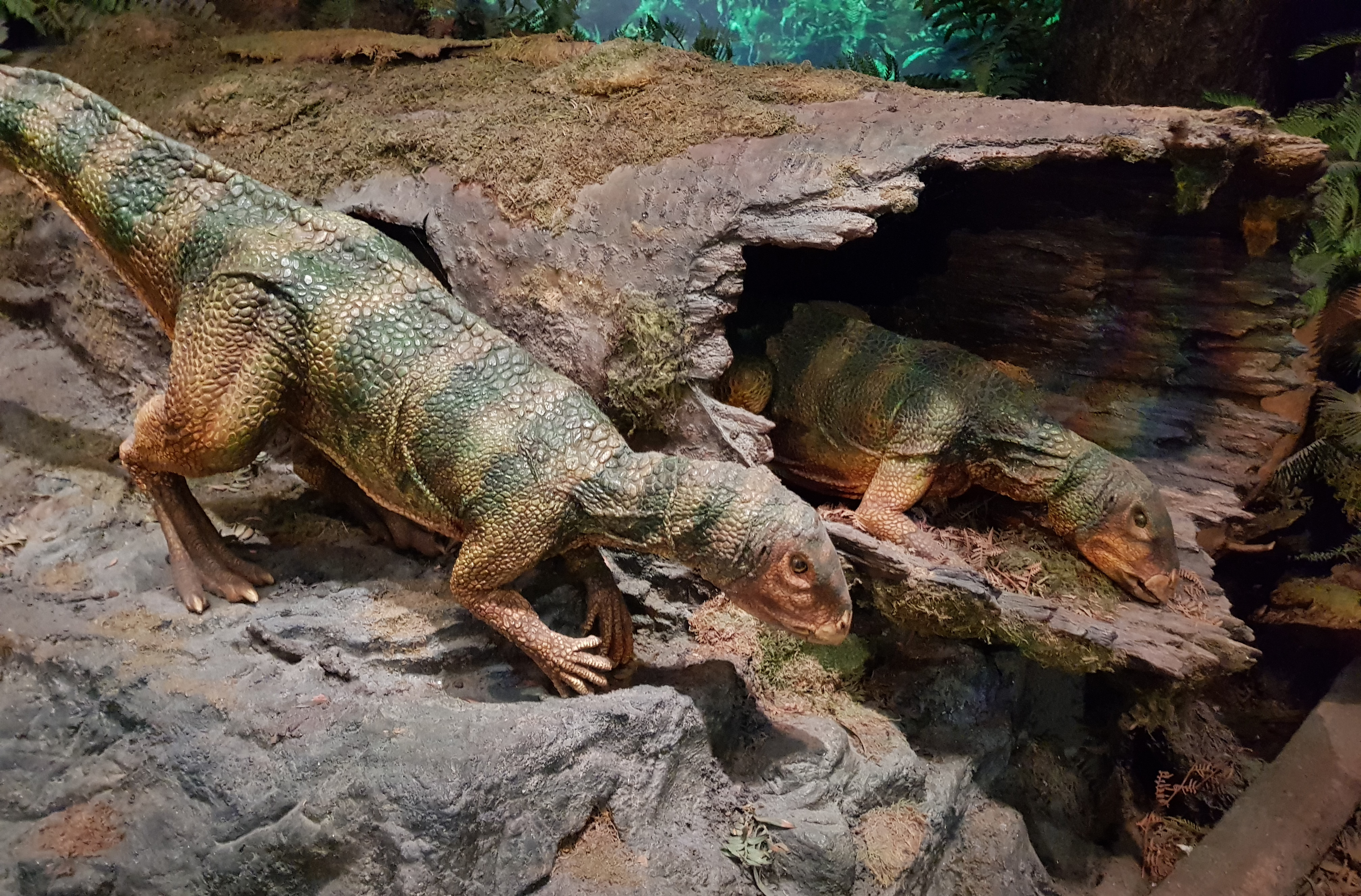
Modelo de Qantassaurus en el Museo de Melbourne.

Vivió hace 115 millones de años en Australia, durante el Aptiano tardío o Albiense temprano en el período Cretácico Inferior. En ese tiempo, la Antártida era parte del supercontinente Gondwana, y se encontraba dentro del círculo antártico. La temperatura media se extendía desde los  -6 °C a 3 °C y la noche polar duraba hasta 3 meses. Tenían varias adaptaciones para sobrevivir en estas condiciones. El crecimiento de los huesos demuestra que los hipsilofodóntidos estaban activos durante todo el año, así que no invernaban durante el invierno. La estructura de los huesos de los hipsilofodóntidos también sugiere que pudieron haber sido de sangre caliente, lo que ayudaría a mantener el calor del cuerpo. Un número asombrosamente alto de fósiles australianos de hipsilofodóntidos muestran signos de enfermedad, que eran arrastrados y enterrados por el deshielo a finales del invierno.
El cerebro de un hipsilofodóntido relacionado, Leaellynasaura, indica que tenía los lóbulos ópticos grandes y ojos grandes, que pudieron haber ayudarle para ver en el oscuro invierno polar. Qantassaurus era probablemente un ramoreador, que cortaba los helechos y  otra vegetación con sus manos de cinco dedos y huía de sus depredadores como una gacelas modernas. Pudo haber tenido cierta clase de camuflaje defensivo, como manchas o rayas.